# نارخد
نارخد (به انگلیسی: Narkhed) یک منطقهٔ مسکونی در هند است که در بخش ناگپور (هند) واقع شده‌است. نارخد ۳٫۹۶ کیلومتر مربع مساحت و ۲۱٬۲۲۷ نفر جمعیت دارد و ۳۹۸ متر بالاتر از سطح دریا واقع شده‌است.